# George Washington Pierce

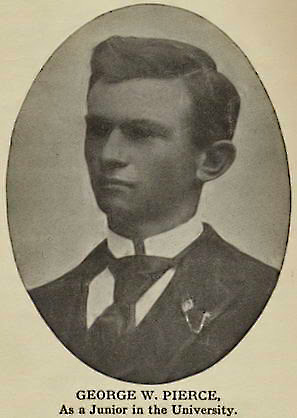
George Washington Pierce

George Washington Pierce (Webberville (Texas), 11 januari 1872 – Franklin (New Hampshire), 25 augustus 1956) was een Amerikaans natuurkundige. Als professor aan Harvard-universiteit was hij een pionier in de ontwikkeling van elektronische telecommunicatie.

## Biografie
Pierce was de middelste zoon van een Texaanse veehouder, en wist zich al snel te onderscheiden op de middelbare school in Taylor en aan de universiteit van Texas. Op deze universiteit was professor Alexander Macfarlane zowel zijn docent als zijn mentor. Na zijn afstudering was hij docent aan de Dalles High School (1896/97). Vervolgens werkte hij als kantoorklerk, voordat hij in 1898 een studiebeurs won voor Harvard.
Met een dissertatie over het meten van de golflengte van korte golven promoveerde hij in 1900 tot doctor (Ph.D.). Na een Europese studiereis, waaronder een ontmoeting met Ludwig Boltzmann in diens laboratorium in Leipzig, kreeg hij een uitnodiging om te onderwijzen aan Harvard. Naast docent was hij actief betrokken bij de oprichting van de Wicht Club (1903-11). In 1917 werd hij benoemd tot buitengewoon hoogleraar en in 1921 tot gewoon professor toen hij de leerstoel natuurkunde overnam van Edwin Hall, om uiteindelijk in 1940 met pensioen te gaan.
In 1904 huwde hij Florence Goodwin uit Saxonville, een huwelijk dat kinderloos zou blijven. Na het overlijden van Florence in 1945 vond hij een tweede relatie met Helen Russell uit Sanbornton. De eerste tekenen van achteruitgang kwamen in 1945 met een aantal kleine beroertes. Desondanks bleef hij tot aan zijn pensioen doorwerken totdat een zware beroerte hem in 1956 fataal werd.

## Werk
Al tijdens zijn studententijd vestigde Pierce samen met Macfarlane een nieuw natuurkundig laboratorium op in Austin, waar ze onder ander onderzoek deden naar de doorslagspanning van wasgeïmpregneerd papier en oliën. Ze verkregen voldoende testdata om daarover een artikel te publiceren in Physics Review. Dit onderzoek was niet alleen van natuurkundig belang maar ook praktisch interessant voor technici, omdat deze materialen op grote schaal toegepast werden voor het isoleren van elektriciteitskabels.
Op Harvard deed Pierce vooruitstrevend werk op het gebied van de (radio)communicatie. Zijn belangrijkste en bekendste uitvinding is de naar hem vernoemde Pierce-oscillator, de eerste oscillator met een kwartskristal. Technologie die heden ten dage terug te vinden is in bijna ieder kwartsuurwerk.
Andere prestaties op die gebied waren wiskundige berekeningen naar de eigenschappen van radio-antenna’s. Samen met John Ambrose Fleming schreef hij het werk Principles of Wireless Telegraphy, waarin voor het eerste het begrip modulatie werd genoemd. En met Arthur Edwin Kennelly ontwikkelde hij de "bewegingsimpedatie" (Motional impedance) waaruit later de Smithkaart ontstond.
Daarnaast vond hij de kwikdampontladingsbuis uit (voorloper van de thyratron) en ontwikkelde een manier om geluid vast te leggen op film. Zijn werk over magnetostrictie van nikkel en nichroom vonden tijdens de Tweede Wereldoorlog belangrijke toepassingen in de diepzeesignalering en het detecteren van onderzeeboten.

## Erkenning
Pierce heeft verscheidene patenten op zijn naam staan en schreef enkele artikelen over kristaloscillatoren in de Proceedings of the American Academy of Arts and Sciences in 1923 en 1925. In 1929 werd hij onderscheiden met de Medal of Honor van het Institute of Radio Engineers (IRE).
Na zijn pensionering publiceerde hij in 1948 het boek "Song of Insects", waarin hij het 'gezang' van krekels analyseerde. Datzelfde jaar werd hij door het Franklin Institute onderscheiden met de Franklin Medal.

## Werken
- Principles of Wireless Telegraphy (1910)
- Electric Oscillations and Electric Waves (1919)
- Song of Insects (1948)

- Gemeinsame Normdatei: 1055356517
- International Standard Name Identifier: 0000 0001 1649 3880
- Library of Congress Control Number: n94101921
- Mathematics Genealogy Project: 141987
- Nationale Bibliotheek van Israël: 987007444119405171
- Nederlandse Thesaurus van Auteursnamen: 132997630
- SNAC: w6w679p9
- Système universitaire de documentation: 254023681
- Virtual International Authority File: 56986325
- WorldCat: E39PBJbtkk36pQmVpX8F4dq84q